# Sor Josefa de los Dolores Peña y Lillo Barbosa
Josefa de los Dolores Peña y Lillo Barbosa, más conocida como Sor Josefa de los Dolores o Sor Dolores Peña y Lillo (Santiago de Chile, 25 de marzo de 1739-29 de agosto de 1823), fue una monja y escritora del período colonial chileno adscrita al discurso confesional de religiosas indianas presente en los claustros de Sudamérica entre los siglos XVII y XIX. Cultivó el género epistolar, aunque también abordó raramente la poesía.
Ingresó a la vida religiosa en 1751 contra la voluntad de sus padres e inició su producción literaria probablemente en 1763 por decisión propia. Es quizá «la mejor de las fuentes existentes para el conocimiento de la lengua española que se hablaba durante la Colonia chilena» y una de las más confiables para la lingüística diacrónica. Además, y a pesar de su origen humilde, alcanzó gran influencia en el mundo político del naciente Chile republicano, especialmente dentro de los ministros de gobierno durante la Independencia, quienes la consultaban con regularidad.
Junto a la autobiografía de la monja clarisa Úrsula Suárez y los poemarios de Juana López y sor Tadea de San Joaquín, la producción epistolar de sor Josefa se inserta dentro de los primeros registros literarios de mujeres en Chile que se identifican y expresan «en el territorio de la ciudad y cultura letradas del mundo colonial chileno del siglo XVIII». Ello no quiere decir que durante esa época no existieran más textos escritos de religiosas, pero es probable que muchos de ellos hayan desaparecido por traslados o por su destrucción a petición de las autoras.

## Biografía
Existen pocos antecedentes biográficos de Sor Josefa de los Dolores, la mayoría de los cuales están disponibles en los registros del monasterio donde vivió, algunas publicaciones de carácter hagiográfico y sus propias cartas confesionales de puño y letra.
Nació en Santiago el 25 de marzo de 1739, y de acuerdo con el eclesiástico e historiador José Ignacio Eyzaguirre Portales, sus padres fueron Ignacia Barbosa y Alonso de Peña y Lillo, ambos de origen humilde, quienes la llevaron al Beaterio Dominico de Santa Rosa de Lima —posterior Monasterio de Dominicas de Santa Rosa de Lima de Santiago de Chile— a los siete años de edad con el fin de proseguir estudios de música. El 18 de diciembre de 1751, con solo doce años, optó por ingresar al convento sin la venia de sus padres, a los quince hizo voto de castidad y el 15 de octubre de 1756 profesó como religiosa de velo blanco bajo la tutela de la priora María Antonia Wandin.
Vivió en el monasterio hasta su fallecimiento en la primera mitad de la década de 1820: el historiador Eyzaguirre en su Historia eclesiástica, política y literaria de Chile, Tomo II de 1850 indica que fue el 29 de agosto de 1823, mientras que la editora de su obra Raïssa Kordic señala que falleció el 27 de agosto de 1822 a la edad de 83 años.

## Obra literaria

### Contexto histórico
La escritura por parte de las religiosas en los conventos del período colonial fue una práctica común en el subcontinente sudamericano, no solo debido a que permitía reforzar la fe o porque era realizada «por mandato confesional», sino porque además, permitía «expresar cierta inquietud o cierta insatisfacción frente a la realidad vivida», al incluir temas relacionados con la vida material y espiritual que ellas tenían en el interior del convento.
En este contexto, se enmarcó la labor literaria que desarrollaron las monjas en los alojamientos y conventos chilenos durante el período colonial y hasta el siglo XIX. Estas religiosas se caracterizaron por escribir cartas espirituales, diarios, autobiografías y epistolarios. Destacaron en estos géneros literarios sor Tadea de San Joaquín, Úrsula Suárez y sor Josefa de los Dolores, cuyos escritos serían los más conocidos en su tipo en el concierto sudamericano, junto a los de la capuchina sor María Jacinta del claustro de Nuestra Señora del Pilar de Buenos Aires, que se remontan posiblemente a la década de 1820.

### Características de su obra
Su producción literaria se basó en una serie de cartas epistolares destinadas a su confesor Manuel José Álvarez López (1701-1773) de la Compañía de Jesús —con quien el convento mantenía una relación estrecha— en un período comprendido probablemente entre el 15 de marzo de 1763 y el 7 de marzo de 1769 o alguna fecha posterior, dado que varias misivas no contienen una data precisa.
La existencia de estos manuscritos la mencionó por primera vez en 1923 el historiador José Toribio Medina en Historia. Cartas de mujeres en Chile, 1630-1885, aunque sin un enfoque filológico ni lingüístico y con un carácter descriptivo escueto e impreciso. Su rescate, análisis y publicación comenzó a partir de la década de 2000 gracias a fondos provenientes de la Comisión Nacional de Investigación Científica y Tecnológica de Chile.

#### Género
El género literario que utilizó fue el epistolar, trabajo que «es el único, hasta ahora conocido en Chile, de dimensiones significativas y que se conserva íntegro», mientras que el subgénero fue la carta.
Varios investigadores «subrayan el valor de la carta como "técnica" de confesión, análisis dirigido, autoconocimiento, y desarrollo y ordenamiento de la vida interior de las enclaustradas», que en el caso de sor Josefa de los Dolores, permitió conocer su producción discursiva conventual que permiten incluirla en el grupo de las primeras literatas femeninas en Chile. En su propia opinión, tal trabajo requería una cuidada redacción dada la imposibilidad de la confesión auricular con el padre Manuel; al respecto ella decía «Mucho trabajo es, padre, fiar a la letra lo más íntimo de la conciencia».

#### Corpus
Las cartas fueron descubiertas en los archivos del monasterio por la investigadora y teórica Raïssa Kordic, quien rescató cerca de cien epístolas «escritas en menuda letra itálica, desarrolladas en cuadernillos de entre cuatro y ocho hojas», que probablemente no constituyen la totalidad de textos que elaboró la religiosa.
Tal correspondencia estuvo en poder del padre Manuel Álvarez hasta su salida de Chile en fecha indeterminada debido a la expulsión de los Jesuitas; estas pasaron a manos del Obispo y sus sucesores hasta que en 1861, y a petición de la priora de la época, su contenido se censuró de manera parcial y posteriormente, se devolvió al monasterio donde permanecieron hasta principios de la década de 2000, cuando un grupo de académicas de la Universidad de Chile comenzó un proceso de rescate.
Luego, en el año 2008 apareció una edición que contenía 65 cartas bajo el título Epistolario de Sor Dolores Peña y Lillo (Chile, 1763-1769), y que incluyó un análisis crítico.

#### Contenido
Dentro del género epistolar, las cartas provenientes de los conventos constituyeron un subgénero que utilizaba rasgos retóricos «clásicos y espirituales» en un marco de obligación por mandato de los sacerdotes que actuaban como confesores «para poder dirigirlas espiritualmente y someter a juicio las vivencias extraordinarias» que las monjas relataban. Sin embargo, en el caso de sor Josefa, tal obligación no existió y eligió escribirle al padre Manuel Álvarez —sin el consentimiento expreso de la priora— debido a su inconformidad con otros curas.
Respecto al contenido, la religiosa contaba en sus misivas diversos aspectos de su vida conventual a través del uso del «modelo idiomático relatinizado por los escritores renacentistas del Siglo de Oro español», aunque sin descartar el uso de americanismos, arcaísmos o el léxico simbólico del religioso y poeta místico del Renacimiento español San Juan de la Cruz, como se observa en las cartas 54 y 57, además de la 23 y 65 donde sor Josefa incursionó en el género de la poesía.
Su escritura puede organizarse en torno a tres tradiciones de espiritualidad: «la dominica, en tanto 
monja de un convento de dicha orden, la jesuita, por vía de su confesor y las devociones de opción personal, entre ellas la de su nombre, la Virgen de los Dolores»; mientras que dentro de las materias que abordó se encontraban la exposición de sus necesidades —como se aprecia en las cartas 12, 22 y 61—, la descripción de algunos conflictos de índole personal con otras religiosas —como escribió en las cartas 31, 36, 38, 40, 47, 63—, el relato de sus temores con respecto al Santo Oficio —como en las cartas 22 y 58—, la descripción de experiencias místicas como ocurre con la carta 6, o la exposición de aspectos de la vida conventual asociados a la mortificación del cuerpo o la práctica doctrinal de la vida ascética como se aprecia en las cartas 4, 12 y 32, elemento común en la vida religiosa entre los siglos XVI y XVIII.

### Etapas de su producción literaria

#### 1763 a septiembre de 1765
Durante este período comenzó la comunicación escrita entre Sor Josefa y su confesor ante la imposibilidad de continuar con la guía presencial que le entregaba desde 1754, y su negativa de seleccionar a otro religioso que lo supliese. La decisión de iniciar el intercambio de misivas fue personal y alejada de las recomendaciones de la priora, que en un principio la instó a seleccionar a otro sacerdote, según ella misma contó en la Carta 1:

«(...) viendo el imposible que hay para tratarle en el confesonario, pedí lisensia a la madre para tratar por escrito con su reverensia, y me dijo la madre que éste era un imposible, porque su reverencia no me había de poderse haser cargo de mi alma sólo por escrito, y, no teniendo tiempo para tratar por el confesorario, porque tenía tres a quien asistir, tratase de buscar otro confesor. Yo he puesto los ojos en todos los padres y ninguno me llena mi alma: sólo si halla otro padre Manuel si me entregaría segura, pero en los que vienen no hallo quién me llene». (Extracto de Carta 1, Sor Josefa).

Sin embargo, posteriormente recibió autorización de la superiora para mantener tal correspondencia, y se sabe que esta actuó como mediadora debido a los roces existentes entre las monjas que estaban bajo el alero espiritual del padre Manuel. Es en este contexto donde se vislumbra parcialmente la escritura confesional por mandato, aunque Sor Josefa va más allá y realiza observaciones a los requerimientos que el sacerdote envía en sus respuestas e incluye nuevas materias de discusión con el fin de incitar el debate.

#### Septiembre de 1765 a mediados de 1767
La partida del padre Manuel para asumir la rectoría del Colegio Jesuita de Concepción es el hecho que inició este período. La periodicidad de su trabajo literario aumentó con el fin de cumplir con la petición del sacerdote sobre escribir mensualmente; sor Josefa plasma sus visiones, prácticas de mortificación, conflictos internos y sus temores con «expresiones que aluden a la desolación, desamparo, carencia de apoyo y fortaleza», mientras que comenzaron a aparecer signos «de intimidad y afectividad en las cartas de este período [que] revelan el dominio que van adquiriendo en el discurso de Dolores las formas y elementos propios del género epistolar personal».

#### Octubre de 1767 a marzo de 1769
La tercera etapa fue menos prolífica, y estuvo marcada por los acontecimientos vinculados a la expulsión de los Jesuitas; tal hecho mortificó a Sor Josefa hasta exacerbar sus sentimientos de abandono y desamparo, aunque también mostró un cambio en sus cartas al hacer mención de acontecimientos externos al convento: sus epístolas aludieron a rumores, comentarios y críticas personales ante tal decisión.
Además, durante esta época los conflictos con otros confesores alcanzaron su clímax con la mismísima intervención del obispado en orden a seleccionar un nuevo confesor; durante los años de correspondencia describió su constante desconfianza hacia estos, insatisfacción y hasta la omisión de información que sí le contaba al padre Manuel, y que le trajo conflictos con sus compañeras de encierro, tal y como expresó en la Carta 65:

«Avísole como el padre maestro Aragón, cuyo confesor cogí con pareser e instansia del ilustrísimo señor obispo, diciéndome hallaba conveniente el que eligiese confesor, para que así se aquietase la comunidá de los cuentos pasados en que me traían, ahora, después de ponerme en los aprietos de alma que ya he dicho a su reverensia, se ha retirado sin que yo le haya dado motivo alguno, antes ci procurando suma condesendensia en todo, aun a costa de continuados vensimientos y esponerme a que las religiosas me tu viesen a mal tanta obediensia y sujesión». (Extracto de Carta 63, Sor Josefa).

Por otro lado, se «intensifican la expresión de las tribulaciones y congojas que le produce la situación que afecta al padre Manuel y las dificultades de su comunicación con él que ahora enfrenta mayores y peores impedimentos, incluido el riesgo no sólo de que las cartas se extravíen, sino que sean registradas por soldados que, al parecer, custodian al sacerdote».

## Crítica y legado
Existe cierto consenso dentro del círculo de investigadores y académicos respecto al rol que tiene su obra como fuente documental, tanto para desestereotipar algunos elementos de la realidad femenina de esa época presentes en la tradición cultural, como para conﬁgurar el subjetivismo religioso conventual, identificar los fenómenos fónicos chilenos del siglo XVIII y analizar el uso de la lengua vernacular.
Así, la publicación de sus manuscritos en 2008 transformó a sor Josefa en un referente importantísimo para la literatura chilena del período colonial, especialmente en aquellas disciplinas o ámbitos que se abocan al análisis e interpretación del discurso femenino indiano y sus patrones estilísticos que se mantenían en un statu quo desde la publicación de José Toribio Medina en 1923. Al respecto, la investigadora y académica Lucía Invernizzi indica que tales registros:

«(...) resultan de gran valor y especialmente significativas para aproximarse al conocimiento de la interioridad femenina, esfera que no tiene lugar, es silenciada o se manifiesta solo en términos convencionales en las representaciones de la mujer que ofrece la literatura colonial».

Por otro lado, la antropóloga y escritora chilena Sonia Montecino Aguirre, agrega que los textos de esta religiosa:

«(...) constituyen productos de una escritura conventual que, problematizando, transformando e incluso transgrediendo sus normas, códigos y modelos, manifiesta la emergencia de un sujeto femenino que, si bien aún dentro del marco de restricciones y censuras, impuestas por el mundo y la cultura conventuales de la Colonia, se empieza a identificar y expresar no solo en cuanto su virtud y vocación religiosa, sino en la complejidad, riqueza y contradicciones de su ser individual y en las capacidades y competencias para insertarse y actuar en el campo del conocimiento, del saber y de la escritura».

Adicionalmente, sus epístolas son actualmente una de las mejores fuentes para el estudio de la lingüística colonial chilena y la evolución diacrónica de esta a partir del siglo XVIII, mientras que en opinión de la académica, filóloga y editora chilena Raïssa Kordic Riquelme, en los registros que dejó sor Josefa se aprecian «líneas de gran finura literaria o teológica expresadas muchas veces en un habla que refleja su formación espontánea».